# HD 123445
HD 123445，又名CD-42 9065，SAO 224721、HR 5294，是一颗恒星，视星等为6.17，位于銀經317.52，銀緯17.2，其B1900.0坐标为赤經14h 2m 39.1s，赤緯-42° 17.2′ 43″。